# 艾吉讷
艾吉讷（法語：Aiguines，法語發音：[ɛɡin]）是法国普罗旺斯-阿尔卑斯-蓝色海岸大区瓦尔省的一个市镇，属于布里尼奥勒区。

## 地理
艾吉讷（43°46'33"N, 6°14'37"E）面积114.33 平方千米，位于法国普罗旺斯-阿尔卑斯-蓝色海岸大区瓦尔省，该省份为法国东南部沿海省份，北起上普罗旺斯阿尔卑斯省，西北角与沃克吕兹省接壤，西接罗讷河口省，南濒地中海，东临滨海阿尔卑斯省。
与艾吉讷接壤的市镇（或旧市镇、城区）包括：穆斯捷圣玛丽、韦尔东河畔拉帕吕、鲁贡、昂皮斯、博迪昂、沙托杜布勒、韦尔东河畔莱萨勒、特里冈斯、韦里尼翁。

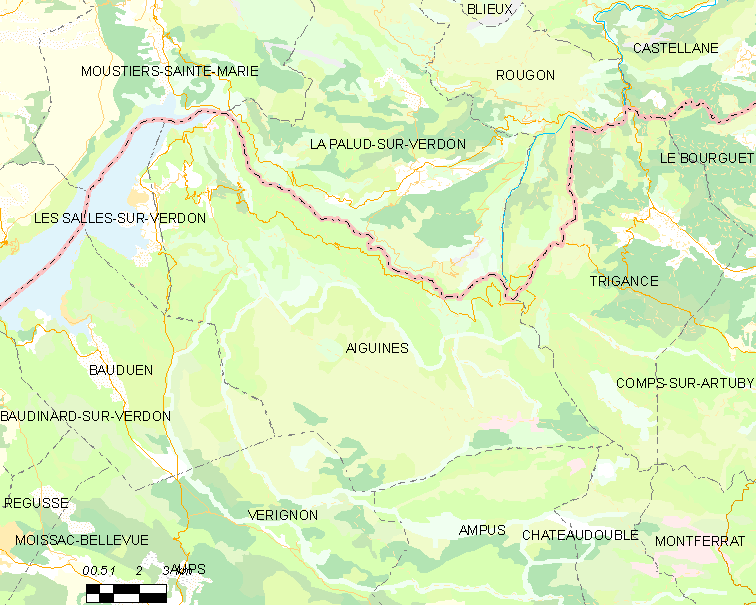
艾吉讷的OSM定位图

艾吉讷的时区为UTC+01:00、UTC+02:00（夏令时）。

## 行政
艾吉讷的邮政编码为83630，INSEE市镇编码为83002。

## 政治
艾吉讷所属的省级选区为弗拉约斯克县。

## 人口

1962-2008年间艾吉讷人口变化图示

艾吉讷于2022年1月1日时的人口数量为272人。